# Сомнатх

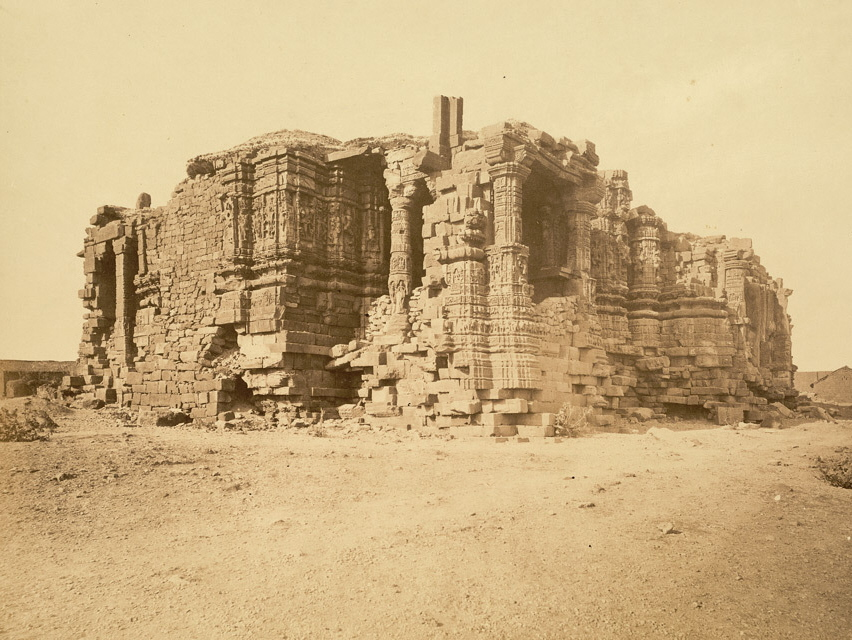
Руїни храму

Сомнатх — храм Шиви, розташований в Прабхас-Патані біля Веравалу в Саураштрі на західному узбережжі Гуджарату, Індія.
Місце Сомнатху з давніх часів було місцем паломництва, оскільки воно було сангамом трівені (злиття трьох річок: Капіла, Хіран і Сарасвати). У храмі зберігалися століттями жертвоприношення. Коли до нього наблизилася мусульманська армія Газневі — тисячі вірян заховалися в храмі, очікуючи, що їх врятує бог, якому вони поклонялися. Армія Газенві увірвалася в храм знищивши 50 тис. людей та пограбувала його.